# Solanská hora
Solanská hora je vrch v Českém středohoří asi jeden kilometr jihovýchodně od Skalice. Na vrchol, který dosahuje výšky 637,7 m n. m., nevede žádná cesta.
Solanská hora je strukturní hřbet protažený ve směru východ–západ, který je pozůstatkem vulkanického příkrovu tvořeného nefelinitem a limburgitem na subvulkanické brekcii. V geomorfologickém členění patří Solanská hora do podcelku Milešovské středohoří a okrsku Kostomlatské středohoří. Ze tří dílčích vrcholů je nejvyšší západní. Prostřední vrchol se jmenuje Dlouhý vrch (618 m) a východní Třtín (601 m). Zejména na strmějších jižních svazích se nachází malé skalky a balvanové sutě. Při úpatí leží soliflukční plášť narušený sesuvy.
Většinu vrchu porůstají smrkové nebo dubové lesy, ale místy se zachovaly drobná bezlesá území s teplomilnou květenou a kavyly.